# Paris Saint-Germain Football Club 1982-1983
Questa voce raccoglie le informazioni riguardanti il Paris Saint-Germain Football Club nelle competizioni ufficiali della stagione 1982-1983

## Stagione
Nella stagione del suo esordio europeo (la squadra partecipò alla Coppa delle Coppe grazie alla vittoria della Coppa di Francia nella stagione precedente, in cui fu eliminata ai quarti di finale dai belgi del Waterschei, che nella gara di ritorno rimontarono il 2-0 subito all'andata) il Paris Saint-Germain difese la Coppa di Francia sconfiggendo in finale il Nantes. In campionato la squadra ottenne invece il terzo posto, allora miglior piazzamento della storia del club.

## Organigramma societario
Area direttiva
- Presidente onorario:  Henri Patrelle
- Presidente:  Francis Borelli

Area tecnica
- Allenatore:  Georges Peyroche

## Maglie e sponsor
La seconda divisa introdotta nel 1974 (bianca con striscia a sinistra di colore blu e rosso) viene elevata al rango di prima divisa. Per quanto riguarda la seconda divisa ne viene introdotta una simile alla divisa originaria della squadra, di colore rosso con strisce blu sulle spalle. Sponsor tecnico (Le Coq Sportif) e ufficiale (RTL) invariati.
| Manica sinistra · Maglietta · Maglietta · Manica destra · Pantaloncini · Calzettoni | Manica sinistra · Manica sinistra · Maglietta · Maglietta · Manica destra · Manica destra · Pantaloncini · Calzettoni |

## Rosa
| N. |                    | Ruolo | Calciatore          |
| -- | ------------------ | ----- | ------------------- |
|    | Francia (bandiera) | P     | Dominique Baratelli |
|    | Francia (bandiera) | P     | Franck Merelle      |
|    | Francia (bandiera) | D     | Philippe Col        |
|    | Francia (bandiera) | D     | Dominique Bathenay  |
|    | Francia (bandiera) | D     | Yannick Guillochon  |
|    | Francia (bandiera) | D     | Thierry Morin       |
|    | Francia (bandiera) | D     | Thierry Bacconnier  |
|    | Francia (bandiera) | D     | Jean-Marc Pilorget  |
|    | Francia (bandiera) | D     | Didier Toffolo      |
|    | Francia (bandiera) | D     | Franck Tanasi       |
|    | Francia (bandiera) | C     | Jean-Claude Lemoult |

| N. |                        | Ruolo | Calciatore            |
| -- | ---------------------- | ----- | --------------------- |
|    | Francia (bandiera)     | C     | Luis Miguel Fernández |
|    | Argentina (bandiera)   | C     | Osvaldo Ardiles       |
|    | Jugoslavia (bandiera)  | C     | Safet Sušić           |
|    | Francia (bandiera)     | C     | Pascal Zaremba        |
|    | Algeria (bandiera)     | A     | Mustapha Dahleb       |
|    | Senegal (bandiera)     | A     | Saar Boubacar         |
|    | Senegal (bandiera)     | A     | Michel N'Gom          |
|    | Ciad (bandiera)        | A     | Nabatingue Toko       |
|    | Paesi Bassi (bandiera) | A     | Kees Kist             |
|    | Francia (bandiera)     | A     | Dominique Rocheteau   |
|    | Francia (bandiera)     | A     | Patrice Reverdy       |

## Statistiche

### Statistiche di squadra
| Competizione      | Punti | Totale | Totale | Totale | Totale | Totale | Totale | DR  |
| Competizione      | Punti | G      | V      | N      | P      | Gf     | Gs     | DR  |
| ----------------- | ----- | ------ | ------ | ------ | ------ | ------ | ------ | --- |
| Division 1        | 47    | 38     | 20     | 7      | 11     | 66     | 49     | +17 |
| Coppa di Francia  | -     | 10     | 8      | 1      | 1      | 25     | 9      | +16 |
| Coppa delle Coppe | -     | 6      | 3      | 1      | 2      | 25     | 10     | +15 |
| Totale            | -     | 54     | 31     | 9      | 14     | 116    | 68     | +48 |